# Салман – Мубарек – Саджаа
Салман – Мубарек – Саджаа – газопровід, споруджений для поставок іранського ресурсу на газопереробний завод Саджаа у еміраті Шарджа (Об'єднані Арабські Емірати).
У 1980-х в Шарджі почалась розробка газоконденсатного родовища Саджаа, при цьому ресурс з нього подали не лише місцевим споживачам, але й до всіх інших еміратів країни за виключенням Абу-Дабі (трубопроводи Саджаа – Північні емірати, Саджаа – Джебель-Алі). Втім, вже за два десятки років на тлі стагнації видобутку та зростаючого попиту у Шарджі розробили план імпорту ресурсу іранського походження. Поставки мали відбуватись з офшорного нафтогазового родовища Салман, розташованого на межі економічних зон Ірану та ОАЕ (належна емірату Абу-Дабі частина родовища носить назву Абу-аль-Букуш та сполучена газопроводами із заводом по зрідженню газу на острові Дас та газопереробним комплексом Хабшан).
Станом на 2006 рік завершили необхідний для поставок трубопровід довжиною 305 км та діаметром 750 мм. Його іранська частина мала довжину 220 км та досягала належного Шарджі родовища Мубарек. На останньому встановили нову платформу, від якої починалась шарджійська ділянка траси, котра на останніх 30 км проходила по суходолу. Поставки планувались на рівні 17 млн м3 на добу, з можливим збільшенням до 25 млн м3. Частину протранспортованого ресурсу мав становити газ,  видобутий на Мубареці (з моменту початку розробки вона подавалась по трубопроводу до ГПЗ Джебель-Алі у еміраті Дубай), проте станом на середину 2000-х тут видобувалось лише біля 1,5 млн м3 на добу, а в кінці десятиліття розробка цього родовища припинилась.
Завершальним пунктом трубопроводу від Салману став ГПЗ Саджаа, де спорудили додаткові потужності по підготовці газу. В очікуванні на іранський ресурс газовий хаб Саджаа також доповнили трубопроводом до Хамрії, котрий мав живити кілька нових електростанцій.
Незважаючи на майже повну готовність інфраструктури (на Салмані ще потрібно було завершити роботи по одній із газозбірних платформ, проте вже пробурили заплановані свердловини та проклали 70 км внутрішньопромислових газопроводів), проект так і не розпочав роботу. Причиною стала суперечка щодо ціни на іранський газ, відносно якої сторони так і не змогли досягти згоди. У підсумку шарджійці звернулись до арбітражу та отримали в 2014-му попереднє рішення, за яким укладений контракт визнали зобов’язуючим (що заперечувала іранська сторона). Втім, станом на 2020 рік арбітраж так і не виніс рішення щодо суми можливої компенсації.
Варто відзначити, що, не отримавши очікуваного ресурсу з Салману, шарджійці стали відчувати суттєвий дефіцит блакитного палива (могло простоювати до половини наявних потужностей електроенергетики). В цих умовах у другій половині 2010-х в Шарджі досягли угоди про постачання катарського природного газу (надходить в ОАЕ по трубопроводу з Рас-Лаффану) і анонсували можливість розміщення у згаданій вище Хамрії терміналу для імпорту зрідженого природного газу (при цьому з 2019-го в Хамрії вже ведеться будівництво нової ТЕС).